# منصورلو
منصورلو (بالإنجليزية: Mansurlu, Iran)‏ هي مستوطنة تقع في قسم انغوت الشرقي الريفي في إيران. يقدر عدد سكانها بـ 37 نسمة .